# Boten Anna
Boten Anna (Anna, il bot) è il titolo del singolo di debutto del produttore di musica dance svedese Basshunter. È il primo singolo estratto dal secondo album dell'artista, LOL <(^^,)>. È stata pubblicata anche una versione in inglese.

## Il brano
Il brano parla di un utente della rete informatica IRC, Anna, che viene scambiata per un bot. Solo alla fine della canzone si scoprirà che si tratta in realtà di una persona in carne ed ossa, ma rimarrà comunque un bot agli occhi del protagonista.
Il cantante ha dichiarato in un'intervista che la canzone è stata ispirata da una storia vera. È infatti capitato che Basshunter, nel suo personale canale della chat IRC, ha scambiato Anna, bravissima a gestire il canale, per un bot, e solo dopo vari mesi ha scoperto che si trattava della ragazza di un suo amico.
La canzone, nonostante l'argomento poco recepibile da tutti quanti, ha comunque goduto di un doppio significato che l'ha portata al successo globale. Infatti, la parola bot è pronunciata come boat in inglese, che significa barca, mentre channel assume vari significati, tra cui quello di canale dove scorre l'acqua. Proprio per questo doppio senso è stato girato un secondo video (oltre a quello dove Basshunter, protagonista, è impegnato sul suo computer insieme ad Anna) dove il cantante pedala sull'acqua di un canale.
Nel 2007 la canzone è stata reincisa in inglese con il titolo Now You're Gone e pubblicata il 7 gennaio 2008, raggiungendo le vette della classifiche britannica e irlandese.

## Successo
Pubblicato il 29 maggio 2006 in numerosi paesi del nord Europa, il singolo riscuote un enorme successo raggiungendo la vetta di numerose classifiche e la canzone diventa uno dei tormentoni estivi di quella stagione in vari stati.

## Tracklist
Maxi Single (29 maggio 2006)
1. Boten Anna [Radio Edit] - 3:29
2. Boten Anna [Club Remix] - 5:26

CD Single (4 settembre 2006)
1. Boten Anna [Radio Edit] - 3:29
2. Boten Anna [Club Remix] - 5:26
3. Boten Anna [DJ Micro Spankin Club Remix] - 5:30
4. Boten Anna [Backslash Fluffy Style Remix] - 4:40
5. Boten Anna [SkillsToPayTheBills Remix] - 4:34
6. Boten Anna [Instrumental] - 3:20

## Classifiche
| Classifica (2006-2007) | Posizione massima |
| ---------------------- | ----------------- |
| Danimarca              | 1                 |
| Svezia                 | 1                 |
| Paesi Bassi            | 2                 |
| Austria                | 2                 |
| Israele                | 2                 |
| Norvegia               | 3                 |
| Finlandia              | 4                 |
| Germania               | 9                 |
| Czech                  | 17                |
| Spagna                 | 20                |
| Svizzera               | 45                |
| Europa                 | 30                |